# Per Alpne
Per Alpne, född 12 februari 1950 i Örebro, död 26 november 2020, var gitarrist i proggbandet Mörbyligan.
Han ingick 1973 i Sveriges mest bokade folkparkskonstellation, Sveriges Rockprins o Rock 'n Roll Show.
Alpne var medlem i det hårdsvängande bandet East-West mellan åren 1965 och 1970. Bandet gav ut två singlar på Åke Sandins skivbolag Jay Records. De spelade bland annat in en version av Buffalo Springfields "Mr Soul".